# Václav Koubík
Václav Koubík (* 16. listopadu 1953 Rokycany) je český politik, od října 2012 do srpna 2013 poslanec Poslanecké sněmovny PČR, v letech 2004 až 2016 zastupitel Plzeňského kraje, člen ČSSD.

## Život
Vystudoval Střední průmyslovou školu strojní v Plzni. Od roku 1973 až do roku 1990 pracoval jako plánovač, cenař a normovač v ekonomickém odboru národního podniku Kovohutě. Po revoluci se pak krátce živil jako referent zásobování ve společnosti Kovosvit Holoubkov (1990-1991) a jako referent odbytu a zásobování v podniku EZO Břasy (1991-1992). Od roku 1991 působí jako společník ve firmě AVOK.
Václav Koubík je rozvedený a má dvě děti (Václav a Marie).

## Politické působení
Do politiky vstoupil v roce 1998, když se stal členem ČSSD. V komunálních volbách 1998 byl zvolen do Zastupitelstva obce Hůrky na Rokycansku. Mandát zastupitele obce obhájil i v komunálních volbách 2002, komunálních volbách 2006 a komunálních volbách 2010. Od roku 2006 navíc vykonával i funkci starosty obce. V dubnu 2011 se však konaly nové volby, v nichž už nekandidoval a skončil tak i jako starosta.
Do vyšší politiky vstoupil v roce 2004, když byl zvolen zastupitelem Plzeňského kraje. Mandát obhájil jak v krajských volbách v roce 2008, tak v krajských volbách v roce 2012. Mezi lety 2008 a 2012 byl navíc radním kraje pro oblast kultury, památkové péče, cestovního ruchu a marketingu. Ve funkci radního však čelil kritice za personální změny ve vedení kulturních organizací. Působil rovněž jako člen Výboru regionální rady ROP Jihozápad. Ve volbách v roce 2016 již nekandidoval.
V roce 2010 kandidival v Plzeňském kraji za ČSSD na třetím místě kandidátky ve volbách do Poslanecké sněmovny PČR. Strana sice v kraji získala tři mandáty, ale vlivem preferenčních hlasů skončil na pozici druhého náhradníka. Poslancem se tak stal až v říjnu 2012, když byli Jan Látka a Milada Emmerová zvoleni senátory a na poslanecké mandáty museli rezignovat.